# Эйдельман, Михаил Рувимович
Михаил Рувимович Эйдельман (Моисей Рувимович, 5 мая 1914, Минск — 2007, Москва) — советский и российский учёный, доктор экономических наук, директор Научно-исследовательского института ЦСУ СССР (1978—1990), лауреат Государственной премии СССР.

## Биография
Моисей Рувимович Эйдельман родился 5 мая 1914 года в Минске (Российская империя).
В 1937 году окончил Белорусский государственный институт народного хозяйства (БГИНХ) имени В. В. Куйбышева по специальности «Экономист народнохозяйственного учета». После окончания института был назначен начальником сводного сектора ЦУНХУ Белорусской ССР. В 1938 году поступил в аспирантуру МЭСИ, а 26 июня 1941 года, в первые дни Великой Отечественной войны, защитил диссертацию на соискание ученой степени кандидата экономических наук. После защиты был направлен на работу в систему государственной статистики СССР.
Начало карьеры статистика в Москве началось с должности старшего экономиста сводного отдела, затем он занимал пост заместителя начальника отдела, а позже консультанта отдела статистики материально-технического снабжения. С середины 1950-х годов основным направлением деятельности Эйдельмана была макроэкономическая статистика. С конца 1960-х годов до 1978 года Михаил Рувимович возглавлял структурное подразделение ЦСУ СССР, ответственное за составление баланса народного хозяйства Советского Союза.
В 1966 году защитил диссертацию на соискание учёной степени доктора экономических наук по теме «Межотраслевой баланс общественного продукта: теория и практика его составления».
С 1978 по 1990 годы Эйдельман, занимал должность директора Научно-исследовательского института статистики ЦСУ СССР (позже Госкомстат СССР), руководил работами по совершенствованию статистической методологии и практики в различных направлениях.
В 1990—1991 году работал в центральном аппарате Госкомстата СССР в должности советника. М. Р. Эйдельман способствовал осознанию новых задач, стоящих перед государственной статистической системой. В 1992 году Эйдельман вернулся в НИИ статистики в качестве главного научного сотрудника и руководителя специальной рабочей группы. Основная цель исследований группы заключалась в разработке методологии пересмотра динамических рядов ключевых макроэкономических показателей и проведении экспериментальных расчетов на основе предложенной методологии и доступной статистической информации.

## Научная деятельность
М. Р. Эйдельман — автор более 150 научных работ: монографий, учебников, научных статей.
М. Р. Эйдельман внёс существенный вклад в организацию балансовых работ в союзных республиках, возглавляя этот процесс. Совместно со своими учениками он заложил организационные и методологические основы макроэкономических расчетов, которые в 1990-е годы трансформировались в национальные системы счетов в государствах-членах СНГ.
В первой половине 1960-х годов под руководством и при непосредственном участии М. Р. Эйдельмана, работавшего заместителем начальника отдела ЦСУ СССР, был составлен первый отчетный стоимостный межотраслевой баланс производства и распределения продукции за 1959 год. Баланс охватывал 83 группы продуктов и услуг («чистых отраслей») и использовался в ценах конечного потребления отчетного периода. Аналогичный межотраслевой баланс за 1966 год также был разработан ЦСУ СССР на основе принципов и подходов, применённых ранее. Эти балансы значительно расширили аналитические возможности макроэкономической статистики и применялись в многочисленных прикладных и исследовательских проектах. В 1968 году М. Р. Эйдельман был награждён Государственной премией СССР за цикл исследований, посвящённый методам анализа и планирования межотраслевых связей, построения планового и отчётного межотраслевого баланса, а также изучению отраслевой структуры народного хозяйства.

## Награды и премии
- Государственная премия СССР[1]
- Орден «Знак Почета»[1]
- Орден Трудового Красного Знамени[2]